# Eduardo Propper de Callejón
Eduardo Propper de Callejón (Madrid, 9 aprile 1895 – Londra, 11 gennaio 1972) è stato un diplomatico spagnolo ricordato principalmente per aver facilitato fra il 1940 ed il 1944, la fuga di migliaia di ebrei dalla Francia occupata durante la seconda guerra mondiale. Per questo motivo è stato insignito del titolo di Giusto tra le nazioni.

## Biografia
Figlio di Max Proper, banchiere ebreo boemo, e di Juana Callejón, figlia di un diplomatico spagnolo, Propper studiò all'Università di Madrid. Sua moglie, Hélène Fould-Springer, socialite e pittrice, era figlia del banchiere ebreo francese, Barón Eugène Fould e di Mary ("Mitzi") Springer, ebrea di origini austriache e sorella della mecenate Baronessa Liliane de Rothschild, moglie di Élie de Rothschild. Dopo aver conseguito la laurea in giurisprudenza nel 1915, lo stesso anno si iscrisse alla scuola diplomatica, entrando nel mondo della diplomazia nel 1918.
Era il nonno materno dell'attrice Helena Bonham Carter.

## Carriera diplomatica
Propper cominciò a prestare servizio come diplomatico per conto del Ministero degli Esteri spagnolo alla fine della prima guerra mondiale. Prestò servizio a Brussell e a Vienna, dove incontrò la sua futura moglie, Hélène Fould-Springer. Nel 1931, in disaccordo con la costituzione della Seconda Repubblica spagnola e date le sue idee monarchiche, si rifiutò di giurare fedeltà alla repubblica e lasciò l'incarico diplomatico, per poi ritornarvi alla fine della guerra civile. Nel 1939 Propper fu nominato Primo segretario presso l'ambasciata spagnola a Parigi. Tuttavia, in quel periodo le persecuzioni contro gli ebrei in Europa centrale si fecero sempre più preoccupanti, così, per proteggere la famiglia della moglie, decise di trasferire la propria residenza ufficiale nel castello di Royaumont, di proprietà della donna. In questa maniera, grazie all'immunità diplomatica di cui godeva, l'uomo riuscì a salvare i familiari della moglie, le opere d'arte della famiglia, e numerose famiglie ebree che dichiaravano di lavorare per conto del diplomatico.

### Il grande esodo francese
La sconfitta della Francia durante la seconda guerra mondiale provocò un massiccio flusso di persone in fuga. Centinaia di migliaia di rifugiati si misero in cammino cercando di raggiungere la Francia meridionale. Molti di essi, ebrei e non, cercarono disperatamente di attraversare il confine spagnolo nella speranza di raggiungere rifugio oltreoceano. Il 14 giugno 1940, a seguito dell'occupazione di Parigi da parte delle truppe tedesche, anche il governo francese legittimo abbandonò la capitale, seguito dal corpo diplomatico, inclusi i membri dell'ambasciata spagnola. Propper, sua moglie e le due figlie Felipe ed Elena, rispettivamente di nove e cinque anni, lasciarono la città diretti verso Bordeaux. Quando la famiglia raggiunse il consolato spagnolo lì situato, scoprì che il console aveva abbandonato il suo posto e chiuso gli uffici. I diplomatici spagnoli si trovavano di fronte a migliaia di rifugiati che avevano raggiunto Bordeaux e si erano raccolti dinanzi al consolato, sperando di ottenere un documento che avrebbe permesso di salvarli dai nazisti.
Di fronte a quella situazione, Propper decise di agire. Aprì il consolato, e con l'aiuto del console portoghese Aristides de Sousa Mendes, decise di rilasciare visti di transito ai rifugiati. I visti duravano tre giorni, il tempo necessario per attraversare il paese e raggiungere il Portogallo, paese neutrale da cui poter salpare per luoghi sicuri. Per quattro giorni, fra il 18 ed il 22 giugno 1940, l'uomo timbrò senza sosta centinaia di passaporti, tanto la moglie fu costretta a preparare impacchi di acqua fredda per il troppo lavoro. Facendo ciò, Propper violò le istruzioni governative che vietavano il rilascio di visti senza previa autorizzazione da parte del Ministero degli Esteri spagnolo. A complicare la situazione vi era anche il fatto che l'allora ministro degli esteri Ramon Serrano Suñer aveva posizioni fortemente antisemite, e che in un momento in cui la Germania nazista sembrava aver vinto la guerra, la Spagna avrebbe potuto allinearsi con le posizioni ideologiche naziste.
Dopo che fu siglato l'armistizio fra la Francia e la Germania, tutte le delegazioni straniere furono trasferite nella nuova capitale Vichy. Propper tuttavia continuò a rilasciare visti anche quando si trasferì nella nuova sede dell'ambasciata nella città. Purtroppo, a causa della perdita dei registri del consolato, non si sa il numero preciso dei visti rilasciati da Propper, anche se alcune stime indicano che Propper rilasciò circa 1,500 visti.

### Il trasferimento in Marocco
La punizione per gli eventi accaduti negli anni Quaranta non tardò ad arrivare. Nel marzo del 1943, il ministro degli esteri Ramon Serrano Suñer informò l'ambasciatore spagnolo in Francia José Lucresia che Propper sarebbe stato immediatamente sollevato dal suo incarico, per essere trasferito a Larache, allora provincia del Marocco spagnolo; una posizione decisamente poco apprezzata e di scarsa rilevanza. L'ambasciatore cercò di revocare l'ordine, argomentando che Propper era stato addirittura decorato dal Maresciallo Petàin in persona. Tuttavia, Suñer non fu colpito dalla cosa, anzi, chiese all'ambasciatore come mai il governo francese aveva decorato un funzionario spagnolo che aveva aiutato gli ebrei francesi.
Propper continuò a prestare servizio nella diplomazia spagnola, senza mai raggiungere il grado di ambasciatore, forse per i fatti avvenuti negli anni Quaranta. Nel 1965 andò in pensione, e morì nel 1972.

## Giusto tra le nazioni

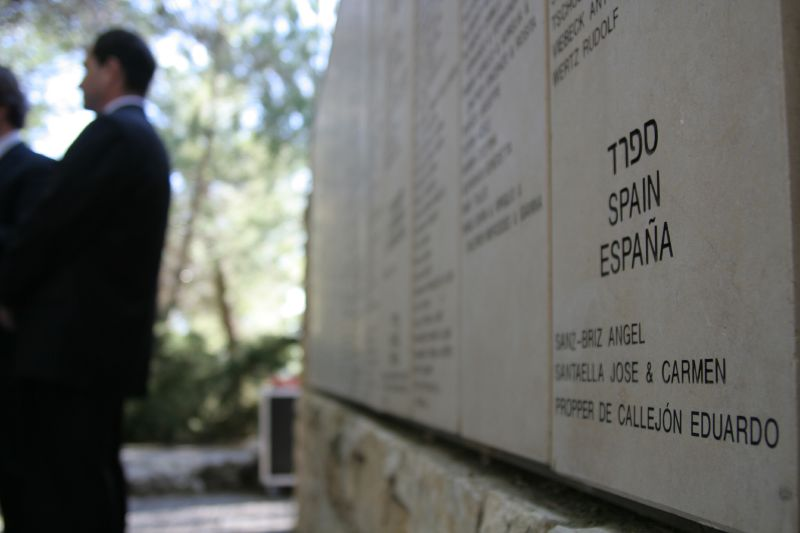
Il nome di Propper inciso su una targa presente nel Giardino dei Giusti dello Yad Vashem.

Grazie alle azioni svolte nell'esercizio delle sue funzioni di diplomatico, che permisero di salvare migliaia di ebrei, il 6 agosto 2007, lo Yad Vashem, l'Ente nazionale per la Memoria della Shoah, lo riconobbe come Giusto tra le nazioni. La cerimonia in suo onore si svolse allo Yad Vashem il 12 marzo 2008, e la medaglia ed il diploma onorifico furono consegnate alle figlie Felipe ed Elena, giunte a Gerusalemme per l'occasione. Durante la cerimonia, l'ambasciatore spagnolo di stanza presso Israele dichiarò che